# Universitatea „Bogdan Vodă”

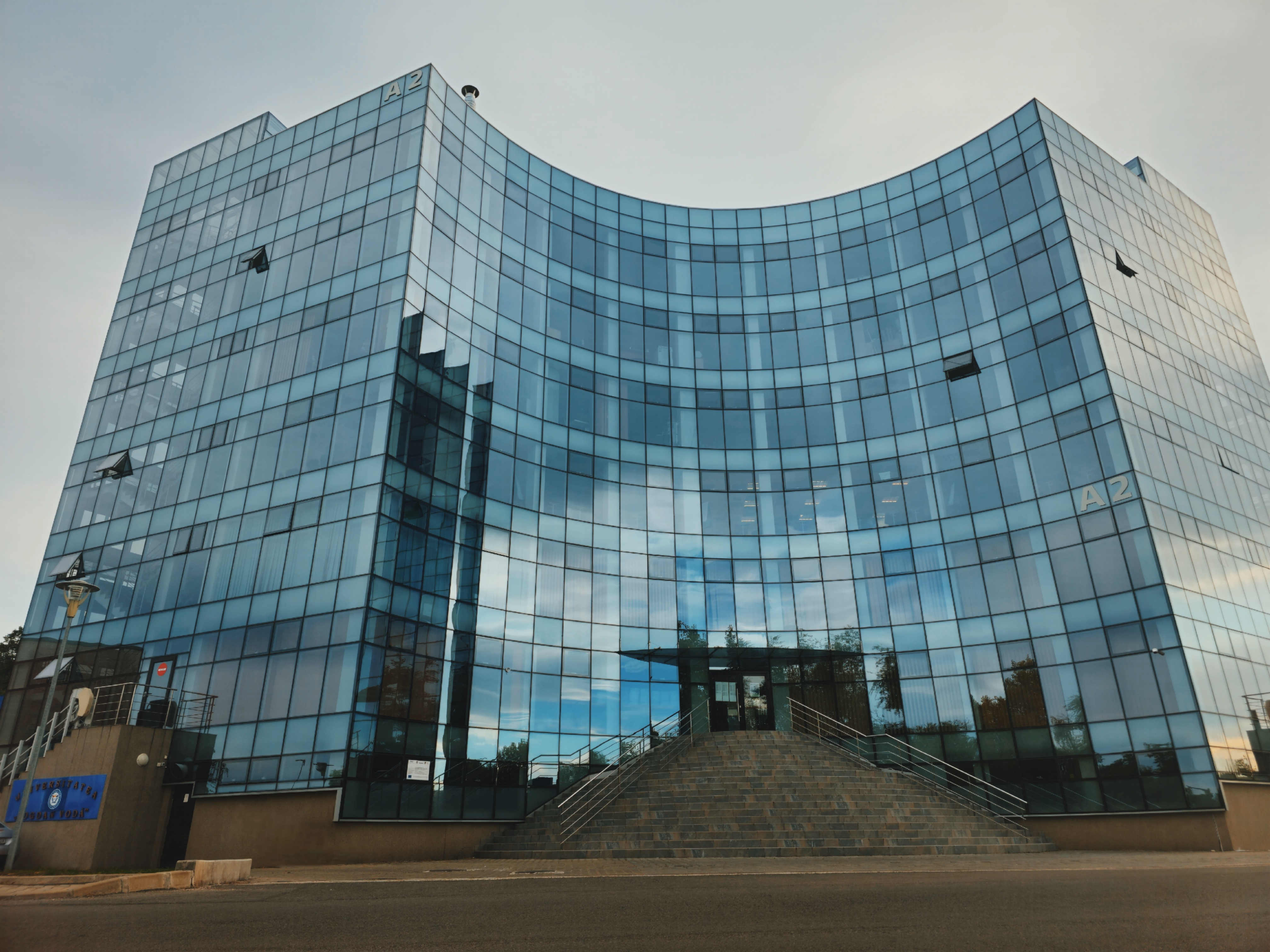
Sediul Universității Bogdan Vodă situat pe strada Tăietura Turcului nr. 47, Clădirea A2.

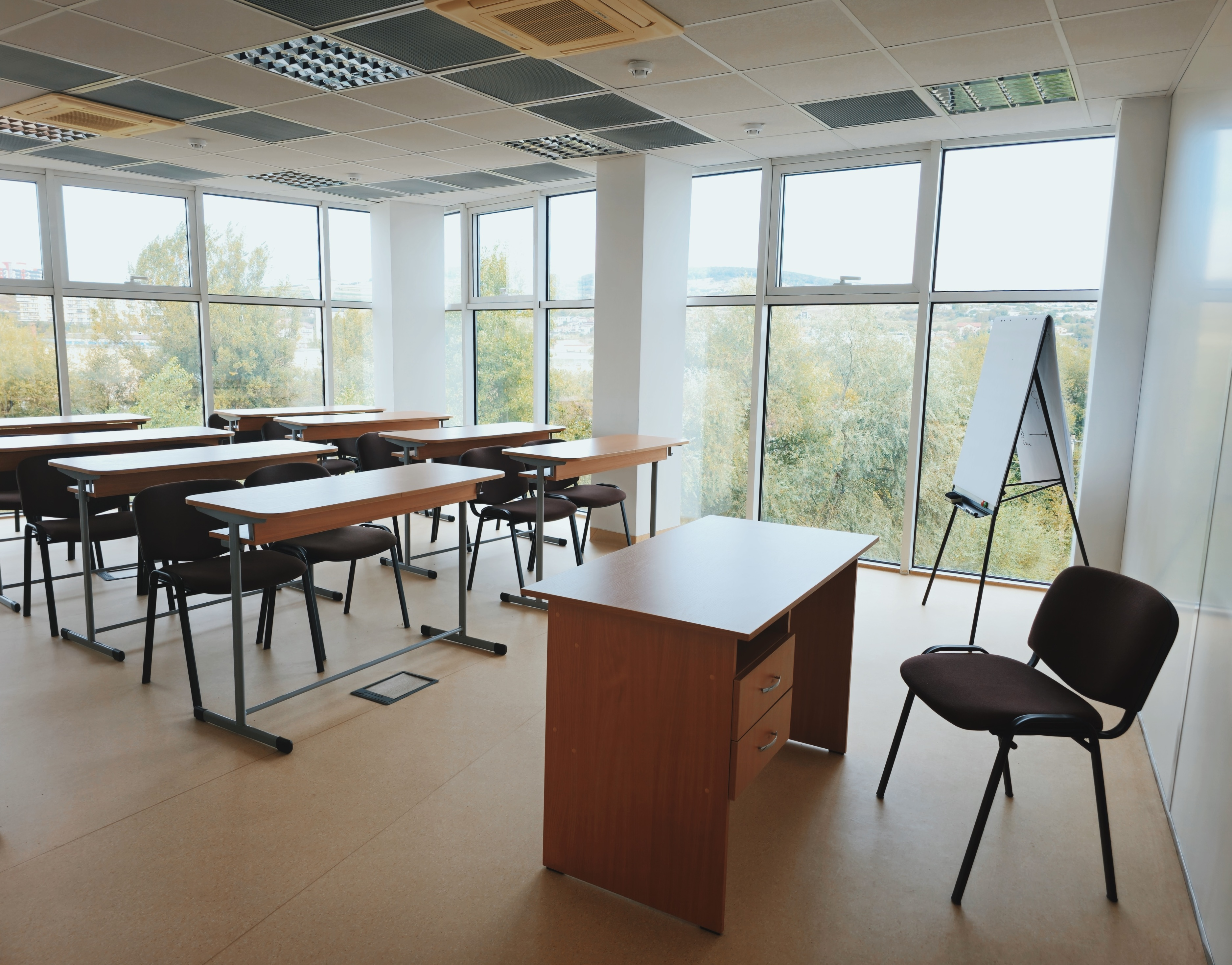
Sala de curs UBV.

Universitatea „Bogdan Vodă” este o universitate privată din Cluj-Napoca. A fost fondată în anul 1992 ca instituție particulară de învățământ superior fiind acreditată instituțional în anul 2005. În cei 31 ani de existență, universitatea a fost preocupată de modernizarea procesului de instruire prin dezvoltarea unor planuri de învățământ moderne compatibile cu cele ale universităților de prestigiu din țară și străinatate, stabile în structură și dinamice în conținut.
Sediul Universității, în Municipiul Cluj-Napoca este situat pe strada Tăietura Turcului nr. 47, Clădirea A2. Spațiul didactic propriu din Campusul universitar, situat în Cluj-Napoca, cuprinde: spații didactice pentru activități de predare și seminarizare, laboratoare, bibliotecă, catedre, restaurant studențesc. Tot aici se află și rectoratul UBV. 
Funcții de conducere UBV
Rector: prof. univ. dr. Jaradat Mohammad 
Prorector: prof. univ. dr. Păun Nicolae 
Președinte Senat: lect. univ. dr. Tiberiu Ban. 
Este succesoarea Universității Româno-Arabe, fondată în 1994, printre alții, de controversatul om de afaceri palestinian Khaled Matar.
În 1996 s-a transformat în Universitatea "Bogdan-Vodă".
Președintele instituției este omul de afaceri Mohammed Jaradat.